# هاروی اینبایندر
 هاروی اینبایندر (انگلیسی: Harvey Einbinder؛ زاده ۱۹۲۶ درگذشته ۳۰ ژانویه ۲۰۱۳) یک فیزیک‌دان بود. 